# Collegio elettorale di Torino 2 (Senato della Repubblica)
Il collegio Torino 2 fu un collegio elettorale uninominale della Repubblica Italiana appartenente alla Circoscrizione Piemonte; fu utilizzato per eleggere un senatore della Repubblica nella XII, XIII e XIV legislatura.
Venne istituito nel 1993 con la cosiddetta Legge Mattarella (Legge n. 276, Norme per l'elezione del Senato della Repubblica), attuata in seguito al referendum abrogativo del 1993. La legge istituì per la Camera dei deputati e per il Senato della Repubblica un sistema di elezione misto, in parte maggioritario e in parte proporzionale. Il 75% dei parlamentari dell'assemblea veniva eletto in collegi uninominali tramite sistema maggioritario a turno unico; il restante 25% al Senato veniva eletto tramite recupero proporzionale dei più votati non eletti attraverso un meccanismo di calcolo denominato "scorporo", cioè sottraendo dal conteggio dei voti totali di una lista nella parte proporzionale i voti ottenuti dai candidati collegati alla medesima lista che erano eletti nei collegi uninominali con il sistema maggioritario.
Il collegio venne abolito insieme a tutti gli altri che costituivano il Senato con la promulgazione della legge elettorale successiva, la cosiddetta Legge Calderoli. Questa prevedeva un sistema proporzionale con premio di maggioranza, che al Senato veniva attribuito a livello regionale.

## Territorio
Il collegio Torino 2 era uno dei 17 collegi uninominali in cui era suddiviso il Piemonte e, come previsto dal D.Lgs. del 20 dicembre 1993 n. 535, comprendeva parte del comune di Torino, in particolare l'area di Barriera di Milano. il capoluogo piemontese complessivamente contava quattro collegi uninominali al Senato.

## Eletti
| Elezione | Elezione | Senatore          | Partito            |
| -------- | -------- | ----------------- | ------------------ |
|          | 1994     | Rocco Larizza     | Progressisti (PDS) |
|          | 1996     | Rocco Larizza     | L'Ulivo (PDS)      |
|          | 2001     | Renato Cambursano | L'Ulivo (DL)       |

## Dati elettorali

### XII legislatura
|                               | Rocco Larizza ✔️ Eletto | Progressisti               | 51 825  | 37,28 |  |  |  |  |  |
|                               | Mario Viscovo           | Polo delle Libertà         | 37 672  | 27,10 |  |  |  |  |  |
|                               | Gaetano Majorino        | Alleanza Nazionale         | 14 874  | 10,70 |  |  |  |  |  |
|                               | Giuseppe Vinci          | Patto per l'Italia         | 14 493  | 10,43 |  |  |  |  |  |
|                               | Luigi Ares              | Lista Pannella-Riformatori | 6 913   | 4,97  |  |  |  |  |  |
|                               | Dante Cordero           | Partito Pensionati         | 5 094   | 3,66  |  |  |  |  |  |
|                               | Anacleta Salvetti       | Verdi Verdi                | 4 753   | 3,42  |  |  |  |  |  |
|                               | Giorgio Molino          | Lega per il Piemonte       | 2 859   | 2,06  |  |  |  |  |  |
|                               | Savino Guarino          | Rinnovamento               | 529     | 0,38  |  |  |  |  |  |
| Totale                        | Totale                  | Totale                     | 139 012 | 100   |  |  |  |  |  |
|                               |                         |                            |         |       |  |  |  |  |  |
| Voti non validi               | Voti non validi         | Voti non validi            | 8 727   | 5,91  |  |  |  |  |  |
| Votanti                       | Votanti                 | Votanti                    | 147 739 | 88,11 |  |  |  |  |  |
| Elettori                      | Elettori                | Elettori                   | 167 669 |       |  |  |  |  |  |
|                               |                         |                            |         |       |  |  |  |  |  |
| Data: 27-28 marzo 1994        |                         |                            |         |       |  |  |  |  |  |
| Fonte: Ministero dell'interno |                         |                            |         |       |  |  |  |  |  |

### XIII legislatura
|                               | Rocco Larizza ✔️ Eletto | L'Ulivo                   | 64 732  | 49,16 |  |  |  |  |  |
|                               | Giuseppe Guazzotti      | Polo per le Libertà       | 41 343  | 31,40 |  |  |  |  |  |
|                               | Franco Francone         | Lega Nord                 | 14 484  | 11,00 |  |  |  |  |  |
|                               | Tommaso Scardicchio     | Partito Pensionati        | 4 280   | 3,25  |  |  |  |  |  |
|                               | Marcello Nerattini      | Verdi Verdi               | 4 088   | 3,10  |  |  |  |  |  |
|                               | Umberto Pirelli         | Partito Socialista        | 1 618   | 1,23  |  |  |  |  |  |
|                               | Marilena Patrucco       | Piemonte Nazione d'Europa | 1 140   | 0,87  |  |  |  |  |  |
| Totale                        | Totale                  | Totale                    | 131 685 | 100   |  |  |  |  |  |
|                               |                         |                           |         |       |  |  |  |  |  |
| Voti non validi               | Voti non validi         | Voti non validi           | 8 403   | 6,00  |  |  |  |  |  |
| Votanti                       | Votanti                 | Votanti                   | 140 088 | 83,99 |  |  |  |  |  |
| Elettori                      | Elettori                | Elettori                  | 166 783 |       |  |  |  |  |  |
|                               |                         |                           |         |       |  |  |  |  |  |
| Data: 21 aprile 1996          |                         |                           |         |       |  |  |  |  |  |
| Fonte: Ministero dell'interno |                         |                           |         |       |  |  |  |  |  |

### XIV legislatura
|                               | Renato Cambursano ✔️ Eletto | L'Ulivo                              | 57 007  | 44,58 |  |  |  |  |  |
|                               | Antonio Baudo               | Casa delle Libertà                   | 45 487  | 35,57 |  |  |  |  |  |
|                               | Gianni Naggi                | Partito della Rifondazione Comunista | 10 280  | 8,04  |  |  |  |  |  |
|                               | Giovanni Pizzale            | Lista Di Pietro                      | 5 688   | 4,45  |  |  |  |  |  |
|                               | Mario Marchitti             | Lista Pannella-Bonino                | 3 172   | 2,48  |  |  |  |  |  |
|                               | Ignazio Giammanco           | Fiamma Tricolore                     | 2 264   | 1,77  |  |  |  |  |  |
|                               | Lorenza Moscariello         | Verdi Verdi                          | 2 088   | 1,63  |  |  |  |  |  |
|                               | Giacomo Vurchio             | Democrazia Europea                   | 1 902   | 1,49  |  |  |  |  |  |
| Totale                        | Totale                      | Totale                               | 127 888 | 100   |  |  |  |  |  |
|                               |                             |                                      |         |       |  |  |  |  |  |
| Voti non validi               | Voti non validi             | Voti non validi                      | 7 627   | 5,63  |  |  |  |  |  |
| Votanti                       | Votanti                     | Votanti                              | 135 515 | 82,25 |  |  |  |  |  |
| Elettori                      | Elettori                    | Elettori                             | 164 758 |       |  |  |  |  |  |
|                               |                             |                                      |         |       |  |  |  |  |  |
| Data: 13 maggio 2001          |                             |                                      |         |       |  |  |  |  |  |
| Fonte: Ministero dell'interno |                             |                                      |         |       |  |  |  |  |  |